# Amelia Biagioni
Amelia Biagioni (Gálvez, 4 de abril de 1918-Buenos Aires, 20 de noviembre de 2000) fue una poeta argentina. En 1999, obtuvo el premio Alfonsina Storni a la poesía femenina.

## Biografía
Se recibió de profesora de literatura en 1936. Publicó bajo el pseudónimo Ana María del Pinar hasta 1944 y luego decidió usar su propio nombre. En 1954 con su libro "Sonata de soledad" obtuvo una faja de honor de la Sociedad Argentina de Escritores. En 1955, Amelia Biagioni se radicó en Buenos Aires. Por su producción poética, la Fundación Konex la distinguió con el Diploma al Mérito en Poesía. Fue distinguida también con el premio Alfonsina Storni. María Elena Walsh le dedicó a esta autora su poema Carta a Amelia Biagioni. Murió en Buenos Aires en el año 2000

## Obra

### Poesía
- Sonata de soledad (1954)
- La Llave (1957)
- El humo (1967)
- Las cacerías (1976)
- Estaciones de Van Gogh (1984)[13]
- Región de Fugas (1995)

Su poema póstumo «Episodios de un viaje venidero» fue publicado en el diario La Nación unos días después de su muerte.

### Antología
- «Antología: Letras argentinas». Selección de Victoria Ocampo. Revista de Occidente (Madrid) (100). 1971.